# Resurrection Band
Resurrection Band, även kända som Rez Band eller REZ, var en av de mest välkända och representativa banden inom kristen hårdrock från Chicago, Illinois, aktiva under åren 1972-2000.

## Medlemmar
Senaste medlemmar
- Glenn Kaiser – sång, gitarr (1972 – 2000)
- Wendy Kaiser – sång (1972 – 2000)
- Stu Heiss – gitarr, keyboard (1972 – 2000)
- John Herrin – trummor (1972 – 2000)
- Roy Montroy – basgitarr (1987 – 2000)

Tidigare medlemmar
- Deland Pelto – basgitarr (1972 – 1974)
- Jim Denton – basgitarr (1974 – 1987)

## Diskografi
Studioalbum
- All Your Life (1973)
- Music to Raise the Dead (1974)
- Awaiting Your Reply (1978)
- Rainbow's End (1979)
- Colours (1980)
- Mommy Don't Love Daddy Anymore (1981)
- D.M.Z. (1982)
- Hostage (1984)
- Between Heaven 'N' Hell (1985)
- Silence Screams (1988)
- Innocent Blood (1989)
- Civil Rites (1991)
- Reach Of Love (1993)
- Lament (1995)
- Ampendectomy (1997)

Livealbum
- Live Bootleg (1984)
- XX Years Live (1992)

Samlingsalbum
- The Best of REZ: Music to Raise the Dead (1984)
- REZ: Compact Favorites (1988)
- The Light Years (1995)
- Music to Raise the Dead 1972–1998 (2008)